# 16e cérémonie des prix Génie
La 16e cérémonie des Prix Génie s'est déroulé le 14 janvier 1996 pour récompenser les films sortis en 1995. La cérémonie eut lieu dans le studio 42 de la Société Radio-Canada.
Ce fut la première de deux cérémonies de prix Génie tenues en 1996. Normalement, la 16e cérémonie aurait dû avoir eu lieu à l'automne 1995, mais a été retardée jusqu'au début de 1996. Les 17e Prix Génie ont eu lieu en novembre 1996, revenant ainsi à la programmation régulière de la remise des prix.

## Palmarès
Le vainqueur de chaque catégorie est indiqué en gras